# Lou Onvlee

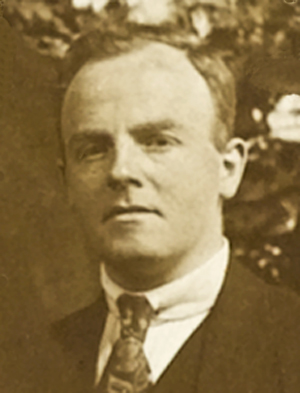
L. Onvlee bij de Promotie van W.F. Stutterheim te Leiden

Louis Onvlee (Baarn, 23 november 1893 – Bennekom, 9 maart 1986) was een Nederlands taalkundige, Indonesiëkundige, zendeling en hoogleraar aan de Vrije Universiteit Amsterdam.

## Levensloop
Onvlee was de jongere broer van architect Herman Onvlee. Hij was lid van Gereformeerde Kerken in Nederland en student theologie aan de VU toen hij in 1914 door het Nederlands Bijbelgenootschap uitgenodigd werd om na zijn studies ten behoeve van de zending op Soemba als bijbelvertaler naar Soemba te gaan. In 1915 deed hij kandidaatsexamen theologie waarna hij 'Oosterse Talen' studeerde aan de Universiteit Leiden. In 1925 promoveerde hij op een proefschrift over het Soembanees. In 1926 kwam hij aan op Soemba en vestigde zich in Waikabubak. Zo raakte hij nauw betrokken bij de zending op Soemba. Hij zou daar van 1926 tot 1947 en van 1951 tot 1966 actief zijn namens de Zending der Gereformeerde Kerken in Nederland. Hij verving enkele malen de missionair predikant ter plaatse als deze met verlof naar Nederland ging. Van 1956 tot 1966 was Onvlee als buitengewoon hoogleraar de eerste die de leerstoel Culturele Antropologie aan de Vrije Universiteit Amsterdam bekleedde.

## Vertalen
Onvlee begon met het schrijven van schoolboekjes en een bijbels leesboek. In 1937 begon hij met de vertaling van het Evangelie volgens Lucas. Het Soembanees kende geen woorden voor essentiële zaken uit het evangelie als: zonde en schuld, liefde en genade, vergeving en verzoening. Hiermee wordt duidelijk hoe ingewikkeld een Bijbelvertaling voor mensen met een andere culturele identiteit is. In 1941 werd het eerste bundeltje psalmen en gezangen in het Kamberaas gedrukt in Pajeti.

## Talen op Soemba

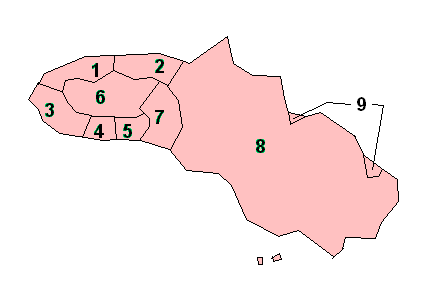
Taalgebieden van Soemba: 1 Laura, 2 Mamboru, 3 Kodisch, 4 Wanukaka, 5 Lambojaas, 6 Wadjewaas, 7 Anakalangu, 8 Kamberaas, 9 Savoenees

Het Maleis was de gemeenschappelijke taal die gebruikt werd door het koloniaal bestuur en de christelijke zending in Nederlands-Indië, maar bij de verspreiding van de christelijke religie werden ook de lokale talen ingezet. Na onderzoek kwam Onvlee tot de conclusie dat de Soembase talen globaal ingedeeld kunnen worden in twee groepen:
- het Kamberaas (8) voor Midden- en Oost-Soemba en
- het Wadjewaas (6) voor West-Soemba.

Het Wadjewaas is enigszins verwant aan het: Laura (1), Mamboru (2), Wanukaka (4), Lambojaas (5) en het Anakalangu (7).
De bewoners van Kodi (3) in het uiterste westen waren bij geen van beide taalgroepen onder te brengen evenals de Savoenezen (9). Voor deze beide groepen zou Maleis voor de zending de aangewezen taal blijven.
- Al deze talen behoren tot de Bima-Soembatalen.